# Tweede Kamer (lied)
Tweede Kamer is een lied van de Nederlandse zangeres Sophie Straat in samenwerking met de Nederlandse band Goldband. Het werd in 2021 als single uitgebracht en stond in 2023 als derde track op het album Smartlap is niet dood van Sophie Straat. 

## Achtergrond
Tweede Kamer is geschreven door Boaz Kok, Karel Gerlach, Milo Driessen, Sophie Schwartz en Wieger Hoogendorp en geproduceerd door Hoogendorp. Het is een lied dat kan worden ingedeeld in de genres disco en nederpop. In het lied zingen de artiesten over de Tweede Kamerverkiezingen en het daarbij stemmen op een vrouw. Het lied diende als oproep bij de Tweede Kamerverkiezingen 2021 te stemmen op een vrouw aangezien de artiesten vonden dat er te weinig vrouwen in het wetgevend orgaan zaten. Inspiratie voor het nummer was het initiatief Stem op een Vrouw.
In 2022 werd er door de artiesten in samenwerking met de dj Outsiders een officiële remix uitgebracht, die paste in het genre drum-'n-bass.

## Hitnoteringen
Er waren geen noteringen in de hitlijsten in Nederland, maar de artiesten hadden bescheiden succes met het lied in Vlaanderen. Het werd hier in de Ultratip 100 getipt voor de Vlaamse Ultratop 50.